# Sepia filibrachia
Sepia filibrachia is een inktvissensoort uit de familie van de Sepiidae. De wetenschappelijke naam van de soort is voor het eerst geldig gepubliceerd in 2005 door A. Reid & Lu.